# Fahed Salem
Fahed Mubarak Salem (ar. فهد مبارك سالم; ur. 10 września 1953) – kuwejcki judoka. Olimpijczyk z Montrealu 1976, gdzie zajął dziewiąte miejsce w wadze półciężkiej.

## Letnie Igrzyska Olimpijskie 1976
| Konkurencja | Eliminacje                | Repasaże           | Klas. końcowa |
| Konkurencja | Przeciwnik I              | Przeciwnik I       | Miejsce       |
| ----------- | ------------------------- | ------------------ | ------------- |
| 93 kg       | Kazuhiro Ninomiya (JPN) P | An Ung-nam (PRK) P | 9.            |